# Russ Nelson
Russ Nelson (né le 21 mars 1958) est un informaticien américain.

## Biographie
Membre fondateur de l'OSI, il en devient le président éphémère en février 2005. Il démissionne le 23 février 2005 à la suite d'un message posté sur son blog personnel, considéré par certains comme raciste. L'article était intitulé «Blacks Are Lazy», ce qui signifie en anglais «Les Noirs sont fainéants», avant d'être modifié en «Blacks Are Lazy?», puis corrigé.
Nelson est également connu pour le développement de Freemacs dans les années 1980, une variante d'Emacs adaptée pour FreeDOS et de la collection Crynwr de packet drivers (en), une interface de programmation (gratuite et populaire) pour l'accès à Ethernet sous MS-DOS.